# Округ Маркет (Висконсин)
Округ Маркет (енгл. Marquette County) је округ у америчкој савезној држави Висконсин.

## Демографија
По попису из 2010. године број становника је 15.404, што је 428 (-2,7%) становника мање него 2000. године.
| Група             | 2000.          | 2010.          |
| Белци             | 14.560 (92,0%) | 14.697 (95,4%) |
| Афроамериканци    | 545 (3,4%)     | 77 (0,5%)      |
| Азијати           | 42 (0,3%)      | 68 (0,4%)      |
| Хиспаноамериканци | 421 (2,7%)     | 391 (2,5%)     |
| Укупно            | 15.832         | 15.404         |